# ハインリヒ・ヘルマンス
ハインリヒ・ヘルマンス（Heinrich Hermanns,1862年5月19日 - 1942年12月21日）はドイツの風景画家である。都市の景観を描くのを好んだ。

## 略歴
デュッセルドルフで生まれた。地元の学校で学んだ後、1883年から1893年まで、デュッセルドルフ美術アカデミーでオイゲン・デュッカーやハインリヒ・ラウエンシュタイン、ゲオルク・ハインリヒ・クローラ、ヨハン・ピーター・テオドール・ヤンセンに学んだ。1888年から1889年は風景画家、オイゲン・デュッカーのマイスターシューラー(Meisterschüler)に選ばれ、修行を続けた。1889年に、先輩画家のオロフ・イェルンベルクや同僚のオイゲン・カンプらとオランダのハーグ派やフランスのバルビゾン派の影響を受けた美術家のグループ「Lucas-Club」を作った。このグループは、1891年に発足した「ラインラント・ヴェストファーレン美術協会(Kunstverein für die Rheinlande und Westfalen)」に合流するが、1899年に協会が分裂するとヘルマンスらは「聖ルカ・クラブ(St. Lukas-Club)」を設立した。
オランダやドイツ北西部の風景を描くのを好み、ガルダ湖やナポリ、シチリアなどのイタリアやフランス、スペイン、アムステルダムなどのオランダの街を旅して、風景を描いた。後期の作品では、街の建物の細部や建物内部を描くようになった。
70歳近くになる1930年代まで、ドイツの主要な展覧会に出展し、1902年の大ベルリン美術展(Große Berliner Kunstausstellung)でも賞を得た。1900年から作家のヴィルヘルム・シェーファーが出版した雑誌「Die Rheinlande」の美術アドヴァイザーを務めた。
デュッセルドルフ美術アカデミーの美術史家、リヒャルト・クラフェック(Richard Klapheck: 1883-1939)は、ヘルマンスの70歳の誕生日にヘルマンスをデュッカーに学んだ風景画家のうちで最も多彩な画家であったと称えた。

## 作品

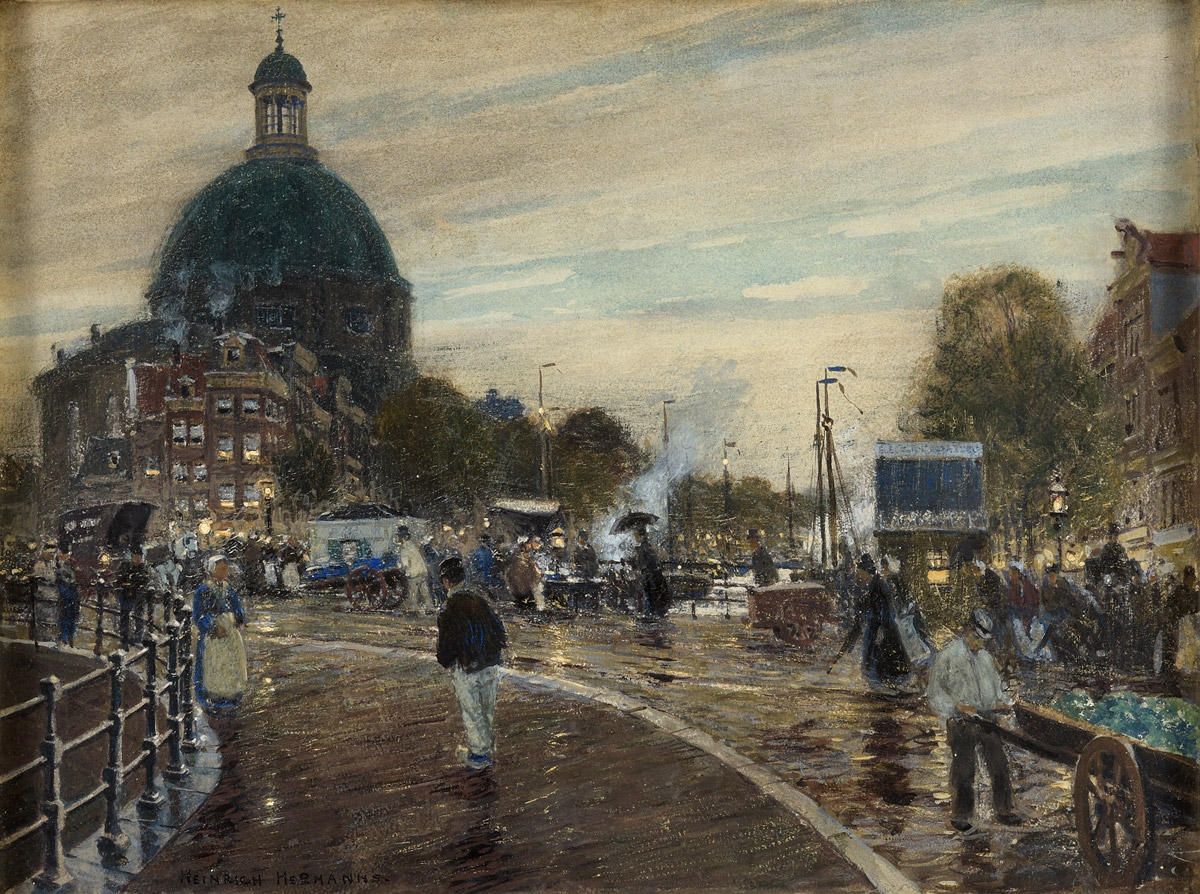
夕方のアムステルダム
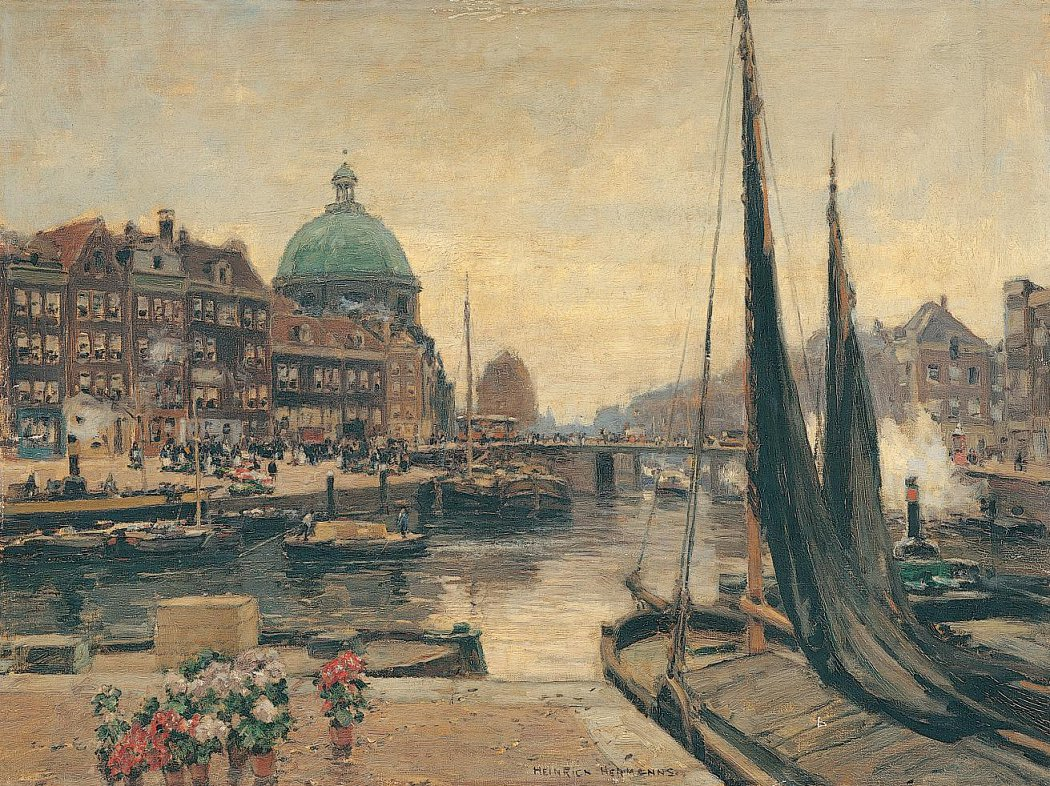
アムステルダム
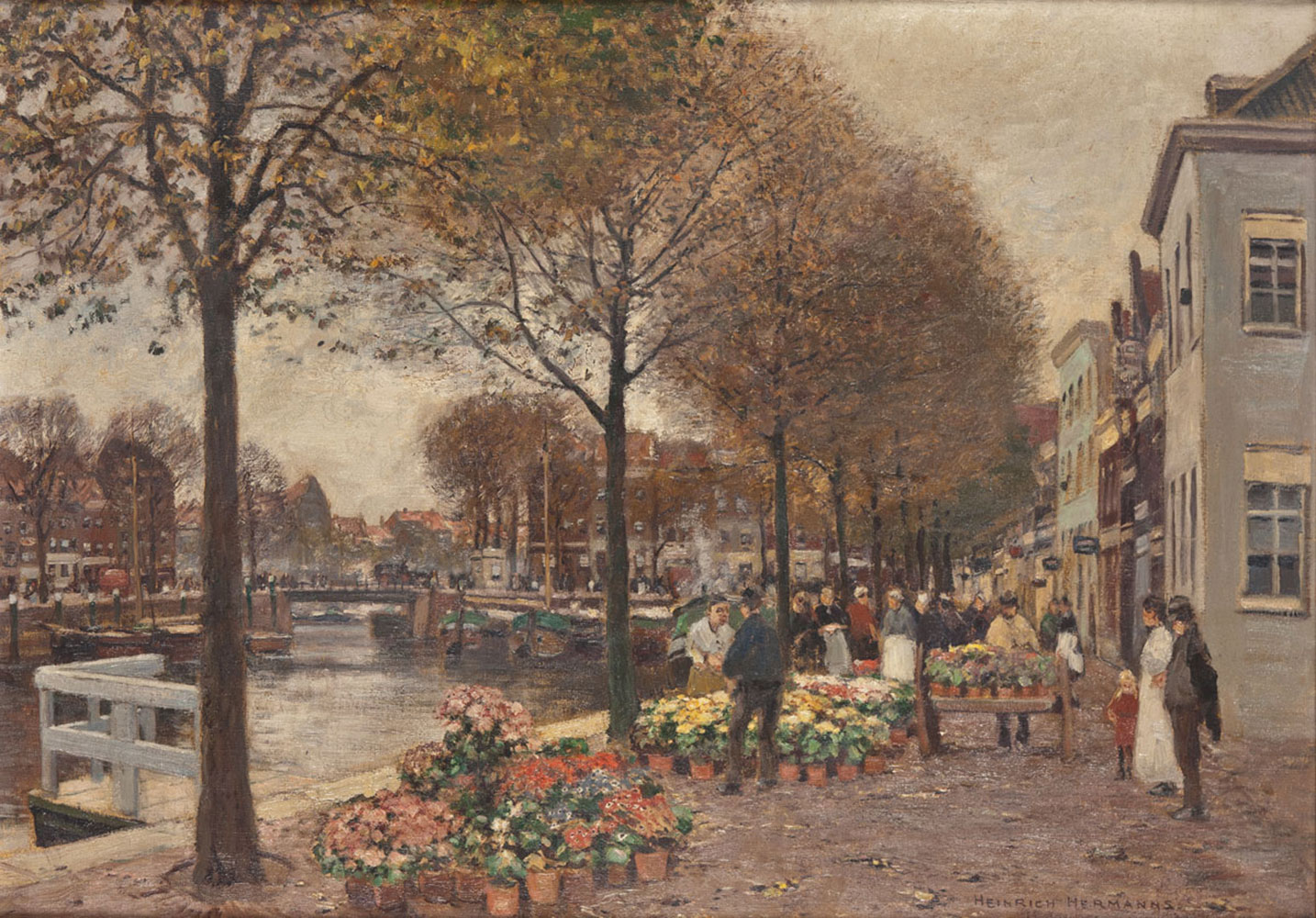
運河沿いの遊歩道の花市場
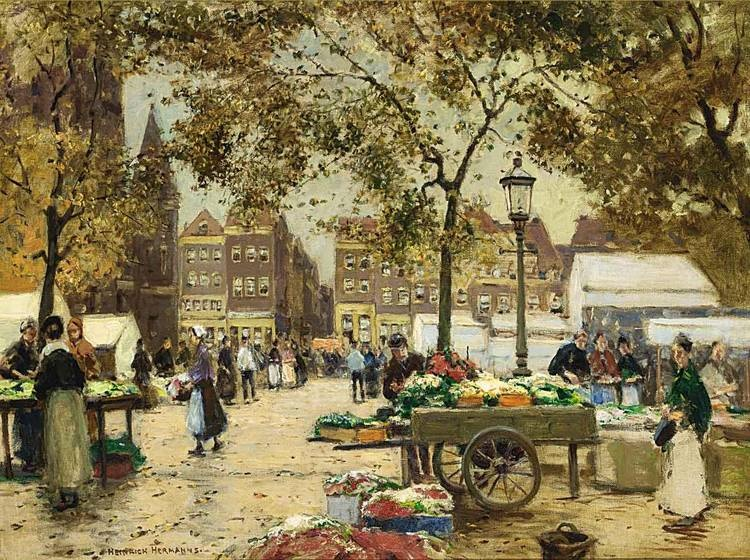
花市場
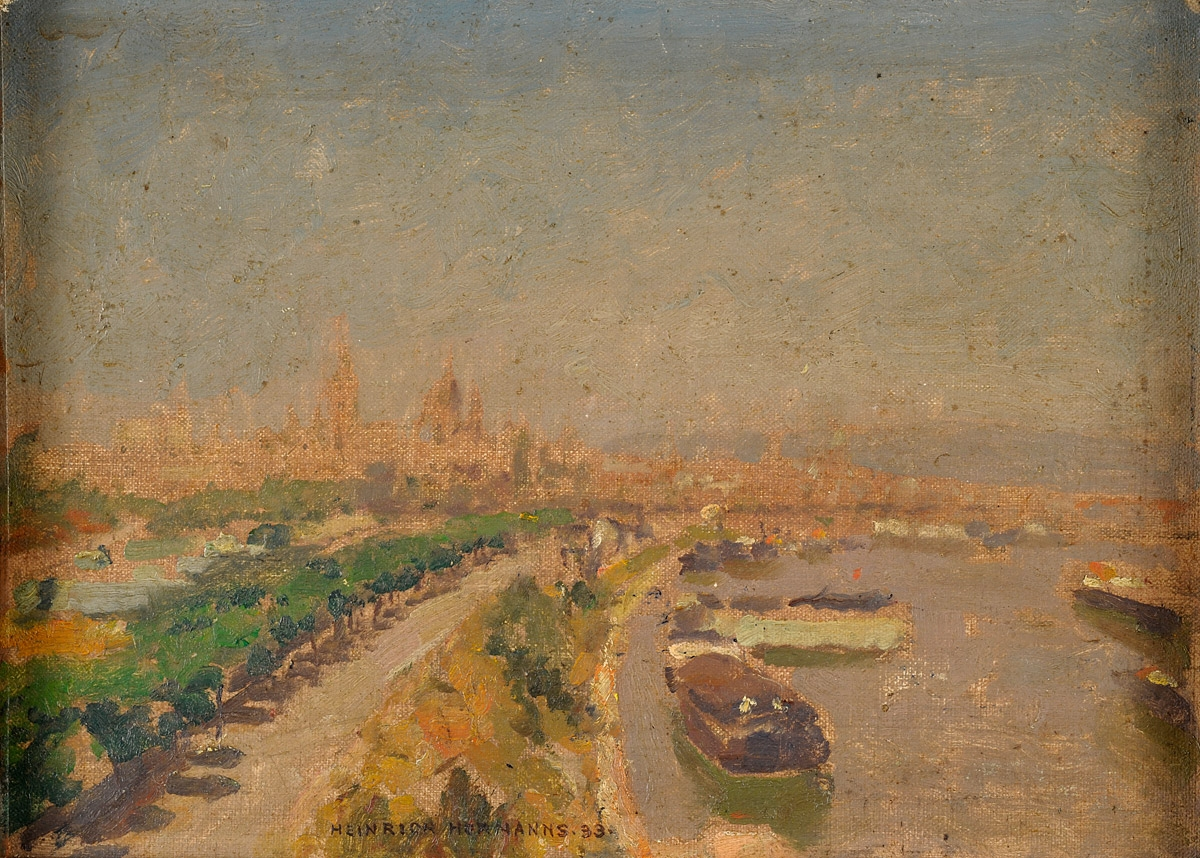
マインツの風景
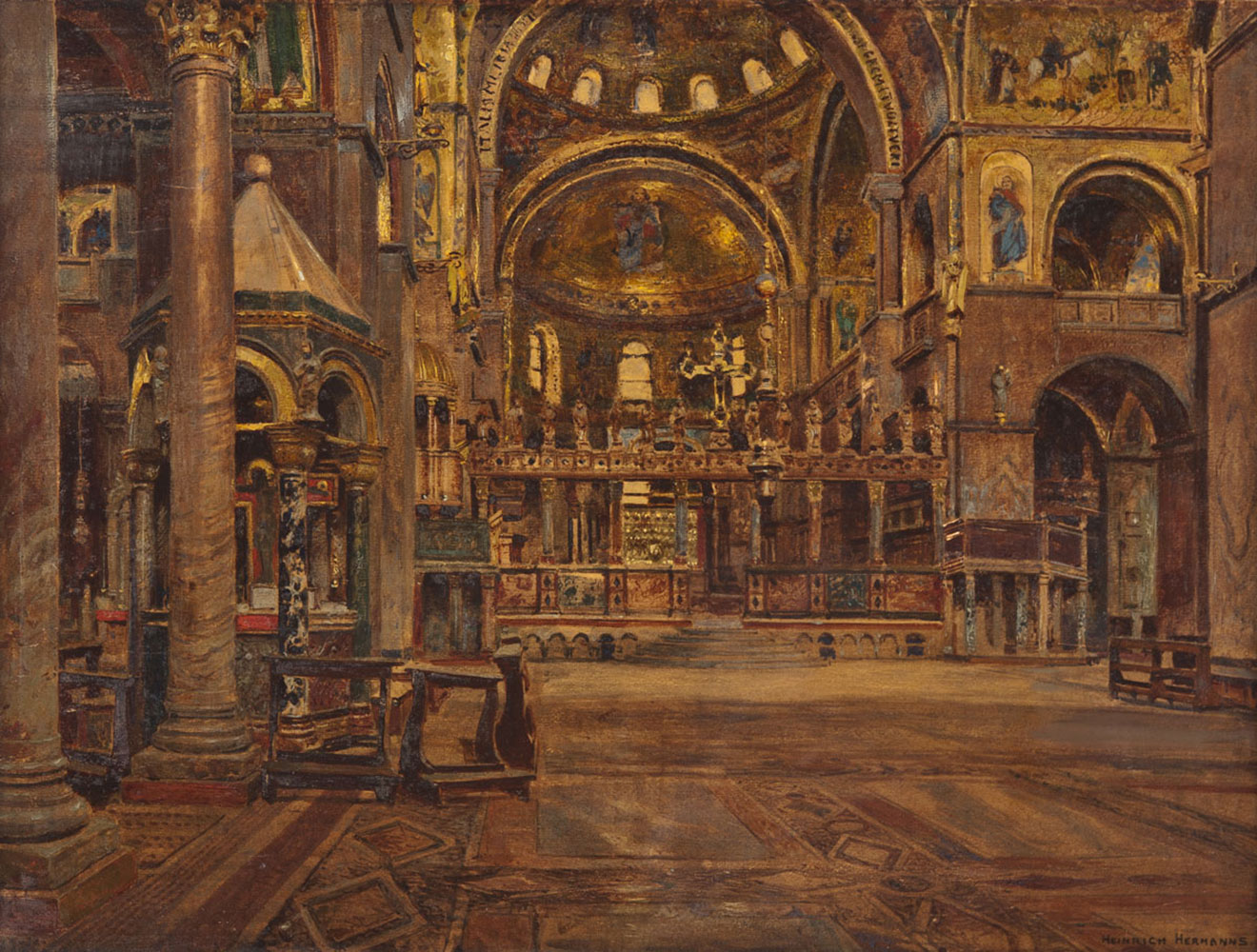
ヴェネツィアのサン・マルコ寺院